# The Return of the Texas Chainsaw Massacre
The Return of the Texas Chainsaw Massacre is een Amerikaanse horrorfilm uit 1994 onder regie van Kim Henkel. In Nederland werd de film op dvd uitgebracht onder de titel Texas Chainsaw Massacre: The Next Generation.

## Plot
De film begint op de avond van het eindbal. Twee koppels besluiten het feest eerder te verlaten en vertrekken met de auto. Jenny is een onopvallend, maar slim buitenbeentje en Heather is een meisje dat zich dommer voordoet dan ze is opdat jongens haar leuk zouden vinden. Jenny is de vriendin van de verlegen Sean en Heather heeft een knipperlichtrelatie met pestkop Barry. Terwijl ze weg rijden, botsen ze tegen iemand aan. Bang voor de gevolgen, besluit Heather er snel vandoor te gaan en ze neemt de verkeerde afslag. Niet veel later botsen ze weer tegen iemand aan en komen ze vast te zitten in het bos. Jenny, Heather en Barry besluiten hulp te halen, terwijl Sean achterblijft met de bewusteloze chauffeur van de andere auto.
Na een lange wandeling komen ze aan bij het huisje van Darla. Zij schakelt de hulp in van Vilmer, een vent met een mechanisch been die de nek breekt van de bewusteloze man en vervolgens een angstige Sean doodrijdt. Jenny verliest ondertussen Heather en Barry uit het oog. Zij komen aan bij een huis dat oogt als verlaten. Terwijl Barry de buurt verkent, wordt Heather naar binnen gesleurd door Leatherface, een moordenaar die niet praat. Hij slaat Barry neer met een bijl en hangt Heather aan een scherpe haak. Intussen wordt Jenny opgepikt door Vilmer. Ze is bang voor hem en als ze de twee lijken ziet, springt ze uit de auto en probeert weg te rennen.
Ze denkt aan Vilmer ontsnapt te zijn, als ze plotseling het geluid hoort van een kettingzaag en achterna wordt gezeten door Leatherface. Na een achtervolging in het bos rent ze een huis in en klimt op het dak. Daar hangt ze aan een draad, maar Leatherface snijdt deze door, waarna ze een eind naar beneden valt op de grond. Uiteindelijk zoekt ze haar toevlucht bij het huis van Darla. Zij blijkt deel uit te maken van de psychopathische groep en laat haar door W.E. opsluiten in haar kofferbak. Tijdens haar rit naar het huis van Leatherface treft ze de gewonde Heather aan.
Later laat Darla Heather ophalen en toetakelen, terwijl Jenny aan Vilmer wordt overhandigd. Ze grijpt een geweer en houdt iedereen onder schot, maar Vilmer is niet bang en pakt dit van haar af. Ze weet uit het huis te vluchten en rijdt weg met een auto, maar Vilmer springt hierop. Hij brengt haar mee terug en bindt haar vast aan een stoel, waar de gehele familie hun diner houdt. Hij dreigt haar te doden en haar gezicht te geven aan Leatherface, maar zij wordt razend en laat merken dat ze voor niemand bang is. Als Vilmer instort, ziet Jenny haar kans om te vluchten. Leatherface rent haar achterna met zijn elektrische zaag, maar ze krijgt hulp van een piloot die Vilmer doodt met zijn vliegtuig. Uiteindelijk wordt ze opgepikt en naar het ziekenhuis gebracht.

## Rolbezetting
| Acteur              | Personage                                              |
| ------------------- | ------------------------------------------------------ |
| Renée Zellweger     | Jenny                                                  |
| Matthew McConaughey | Vilmer                                                 |
| Robert Jacks        | Leatherface                                            |
| Tonie Perensky      | Darla                                                  |
| Joe Stevens         | W.E. Slaughter                                         |
| Lisa Marie Newmyer  | Heather                                                |
| Tyler Cone          | Barry                                                  |
| John Harrison       | Sean                                                   |
| James Gale          | Rothman                                                |
| Debra Marshall      | Agente in Bud's Pizza                                  |
| Paul A. Partain     | Ziekenhuisbroeder                                      |
| Marilyn Burns       | Patiënte op stretcher/Sally Hardesty (als "Anonymous") |

## Trivia
- De vierde film uit de Texas Chainsaw serie. De film volgt The Texas Chain Saw Massacre, The Texas Chainsaw Massacre 2 en Leatherface: The Texas Chainsaw Massacre III op.
- Regisseur Kim Henkel was de schrijver en producent van de originele The Texas Chain Saw Massacre uit 1974.
- Oorspronkelijk wilde Kim Henkel met deze film het 'echte' vervolg op de originele Texas Chainsaw Massacre maken, dat de gebeurtenissen rond de eerdere vervolgen zou vergeten. Zo waren de rollen van Vilmer en W.E. in het originele script eigenlijk de lifter (Nubbins) en de kok (Drayton).
- Bill Johnson, die de rol van Leatherface speelde in Texas Chainsaw 2, was benaderd om de rol van Leatherface opnieuw te spelen.
- In de derde Texas Chainsaw film wordt gerefereerd aan het karakter W.E. Sawyer, die zou zijn opgepakt en werd ter dood veroordeeld. De film is echter onduidelijk over wie dit personage precies is. In deze film zit ook het personage W.E. Sawyer.
- Acteur Jim Siedow uit de eerste twee Texas Chainsaw Massacre films kreeg een rol aangeboden in deze film.
- De eindscène van de film bevat rollen voor drie acteurs uit de originele film. John Dugan (de opa) speelt de politieagent, Paul Partain (Franklin) is de broeder in het ziekenhuis en Marilyn Burns (Sally) is de patiënt op de stretcher.